# Тадеуш Ковальський (борець)
Тадеуш Ковальський (пол. Tadeusz Kowalski; нар. 4 червня 1972, Воля-Угруська, Володавський повіт, Люблінське воєводство) — польський борець вільного стилю, срібний призер чемпіонату Європи.

## Життєпис
Боротьбою почав займатися з 1982 року. У 1990 році став бронзовим призером чемпіонату Європи серед молоді.
Виступав за борцівський клуб «Влодавянка» Влодава. Тренер — Зенон Нізіол (з 1982).
Закінчив Академію фізичного виховання імені Юзефа Пілсудського у Варшаві. Тренер II класу (1998).
Працює у виправній колонії у Влодаві.

## Спортивні результати на міжнародних змаганнях

### Виступи на Чемпіонатах світу
| Змагання                        | Збірна | Вагова категорія          | Місце |
| ------------------------------- | ------ | ------------------------- | ----- |
| Чемпіонат світу з боротьби 1991 | Польща | вільна боротьба, до 57 кг | 15    |
| Чемпіонат світу з боротьби 1995 | Польща | вільна боротьба, до 57 кг | 19    |
| Чемпіонат світу з боротьби 1997 | Польща | вільна боротьба, до 58 кг | 20    |
| Чемпіонат світу з боротьби 1998 | Польща | вільна боротьба, до 58 кг | 11    |
| Чемпіонат світу з боротьби 1999 | Польща | вільна боротьба, до 58 кг | 27    |

### Виступи на Чемпіонатах Європи
| Змагання                         | Збірна | Вагова категорія          | Місце  |
| -------------------------------- | ------ | ------------------------- | ------ |
| Чемпіонат Європи з боротьби 1992 | Польща | вільна боротьба, до 62 кг | 11     |
| Чемпіонат Європи з боротьби 1993 | Польща | вільна боротьба, до 57 кг | 6      |
| Чемпіонат Європи з боротьби 1994 | Польща | вільна боротьба, до 57 кг | 10     |
| Чемпіонат Європи з боротьби 1997 | Польща | вільна боротьба, до 58 кг | Срібло |
| Чемпіонат Європи з боротьби 1998 | Польща | вільна боротьба, до 58 кг | 9      |

### Виступи на інших змаганнях
| Змагання                                                         | Збірна | Вагова категорія          | Місце |
| ---------------------------------------------------------------- | ------ | ------------------------- | ----- |
| Чемпіонат світу з боротьби серед студентів 1996                  | Польща | вільна боротьба, до 62 кг | 8     |
| Олімпійський кваліфікаційний турнір з боротьби 2000 (Лейпциг)    | Польща | вільна боротьба, до 58 кг | 18    |
| Олімпійський кваліфікаційний турнір з боротьби 2004 (Братислава) | Польща | вільна боротьба, до 60 кг | 17    |

### Виступи на змаганнях молодших вікових груп
| Змагання                                       | Збірна | Вагова категорія          | Місце  |
| ---------------------------------------------- | ------ | ------------------------- | ------ |
| Чемпіонат Європи з боротьби серед юніорів 1987 | Польща | вільна боротьба, до 50 кг | 5      |
| Чемпіонат світу з боротьби серед юніорів 1988  | Польща | вільна боротьба, до 54 кг | 6      |
| Чемпіонат Європи з боротьби серед юніорів 1989 | Польща | вільна боротьба, до 58 кг | 4      |
| Чемпіонат світу з боротьби серед юніорів 1990  | Польща | вільна боротьба, до 58 кг | 10     |
| Чемпіонат світу з боротьби серед молоді 1989   | Польща | вільна боротьба, до 57 кг | 9      |
| Чемпіонат Європи з боротьби серед молоді 1990  | Польща | вільна боротьба, до 57 кг | Бронза |
| Чемпіонат Європи з боротьби серед молоді 1992  | Польща | вільна боротьба, до 57 кг | 4      |